# Nell McAndrew
Nell McAndrew (født som Tracey Jane McAndrew den 6. november 1973 i Leeds, West Yorkshire, England) er en engelsk fotomodel, blandt andet kendt for tidligere at have været den officielle Lara Croft-model.